# 변자음
변자음(邊子音, 영어: peripheral consonant)은 구강의 양끝에서 나는 소리인 순음과 연구개음을 가리킨다. 다르게 말하면 혀의 앞쪽에서 나는 소리인 설정음을 제외한 자음들이라고 할 수 있다. 여러 음운 현상에서 변자음은 하나의 부류처럼 행동하며, 따라서 자연부류를 이룬다고 여겨진다. 변자음은 특히 오스트레일리아 원주민 언어들의 음운론을 설명할 때 중요하게 사용되는 개념이다. 순음과 연구개음은 음향음성학적 특징을 공유하고, 이는 과거에 [GRAVE]라는 자질을 가진 것으로 분석되기도 했다.

## 오스트레일리아 언어
|        | 양순음 | 연구개음 |
| ------ | ------ | -------- |
| 파열음 | p      | k        |
| 비음   | m      | ŋ        |
| 접근음 | w      | w        |

일반적으로 오스트레일리아 원주민 언어들은 변자음이 어두 또는 음절초에 오는 것을 선호하고, 어말이나 음절말에 오는 것은 금지하는 경우가 많다. 이는 설정음과 대비된다.
지금은 사멸한 마투투니라어에서는 변자음 파열음 /p/와 /k/가 비슷한 이음 교체 양상을 보였다. 다른 파열음들이 모음 사이에서나 비음 뒤에서 유성음화되는 경향이 있었던 반면, 변자음들은 대체로 무성음이었다.